# Blechnum keysseri
Blechnum keysseri är en kambräkenväxtart som beskrevs av Eduard Rosenstock. Blechnum keysseri ingår i släktet Blechnum och familjen Blechnaceae. Inga underarter finns listade.